# Odynerus dextraneus
Odynerus dextraneus är en stekelart som beskrevs av Blackburn och Kirby 1889. Odynerus dextraneus ingår i släktet lergetingar, och familjen Eumenidae. Inga underarter finns listade i Catalogue of Life.